# Kick (服務)
Kick（Kick.com）是一個網路直播平台。  Kick成立于2022年12月，它的競爭對手是twitch。 与竞争对手twitch相比，Kick对著作權、仇恨言论、赌博内容、骚扰和性内容的監管较为宽松。